# Ophiocryptus dubius
Ophiocryptus dubius is een slangster uit de familie Ophiodermatidae.
De wetenschappelijke naam van de soort werd in 1918 gepubliceerd door Hubert Lyman Clark.